# 祝福のカンパネラのディスコグラフィ
祝福のカンパネラのディスコグラフィ（しゅくふくのカンパネラのディスコグラフィ）では、ゲーム・アニメ『祝福のカンパネラ』の関連CDについて記述する。

## ゲーム関連

### キャラクターソングシングル

#### Vol.1
収録曲
- *twinkle*twinkle*
歌 - ミネット（杏子御津）、作詞 - 佐藤ひろ美、作曲 - 上松範康（Elements Garden）

#### Vol.2
収録曲
1. White Crystal
歌 - カリーナ・ベルリッティ（莉稲るり）、作詞 - 佐藤ひろ美、作曲 - 菊田大介（Elements Garden）
2. Drama of Carina「今日はとっても、いい日ですわ！」
3. カリーナのお役立ちメッセージ集
4. Message from Carina
5. White Crystal -Instrumental ver.-

#### Vol.3
収録曲
1. 銀月〜La lune de l'argent〜
歌 - チェルシー・アーコット（宮川なつき）、作詞 - 佐藤ひろ美、作曲 - 藤間仁（Elements Garden）
2. Drama of Chelsea「どうやら間違いないようですね」
3. チェルシーのお役立ちメッセージ集
4. Message from Chelsea
5. 銀月〜La lune de l'argent〜 -Instrumental ver.-

#### Vol.4
収録曲
- A ray of sunshine!!
歌 - アニエス・ブーランジュ（春山琴巳）、作詞 - 佐藤ひろ美、作曲 - 藤田淳平（Elements Garden）

## アニメ関連

### アニメ版主題歌
- オープニングテーマ『シアワセは月より高く』（美郷あき、2010年7月21日）
- エンディングテーマ『未来回帰線』（橋本みゆき、2010年8月11日）
- エンディングテーマ『AMELIA』（後藤邑子、2010年9月22日）

### キャラクターソングアルバム
『coccarda』（コッカルダ）は、テレビアニメ『祝福のカンパネラ』のキャラクターソングアルバム。2010年8月25日にLantisから発売された。
テレビアニメ『祝福のカンパネラ』のキャラクターソングと声優のモノローグが収録されており、前者はアニメ本編の挿入歌、主題歌として使用された。
CDジャケットには、カリーナ、ミネット、チェルシー、アニエスの顔がプリントされている。タイトルの『coccarda』とは、イタリア語で花をあしらったリボンを意味している。 
収録曲
※太字は楽曲、斜字はキャラクターボイス
1. わたしのからだも、あたたかいですか？ [3:20]
2. みらくるみらい [3:46]
歌：ミネット（門脇舞以）
作詞：ハラユカ。、作曲・編曲：鈴木盛広
  - 第5話挿入歌
3. もういっかい、って、あの… [2:54]
4. 魔法それとも愛の魔法？ [4:08]
歌：カリーナ（こやまきみこ）
作詞：まくたくま、畑亜貴、作曲：中谷あつこ、編曲：中谷泰啓
  - 第3話挿入歌
5. できれば、私の事を [4:15]
6. 清らかな誓い [3:51]
歌：チェルシー（今井麻美）
作詞：CAO、作曲：和田耕平、編曲：安藤高弘
  - 第6話挿入歌
7. なんか…照れるね？ [2:58]
8. 夢よ、ひらけ！ [3:45]
歌：アニエス（水橋かおり）
作詞：ハラユカ。、作曲：中谷あつこ、編曲：伊藤俊
  - 第4話挿入歌
9. ここは愛を語ったり、色々とピーな事を [2:04]
10. 夢のpreparation [3:39]
歌：トルティアカンパニー[メンバー 1]
作詞：ハラユカ。、畑亜貴、作曲・編曲：高田暁
  - 第8話オープニングテーマ

### TVアニメのサウンドトラック
『TVアニメ「祝福のカンパネラ」オリジナルサウンドトラック"CAMPANARIO"』（テレビアニメしゅくふくのカンパネラ オリジナルサウンドトラック）は、テレビアニメ『祝福のカンパネラ』のサウンドトラック。2010年9月22日にLantisから発売された。
テレビアニメ本編のBGMとTVサイズの主題歌が収録されている。CDジャケットには、レスター・メイクラフト、ミネット、カリーナ・ベルリッティ、チェルシー・アーコット、アニエス・ブーランジュ、ニナ・リンドベルイがプリントされている。音楽はElements Gardenが担当している。
収録曲
1. いつか目を覚ますとき [1:42]
2. シアワセは月より高く（TV size） [1:31]
歌：美郷あき
作詞：畑亜貴、作曲・編曲：オオヤギヒロオ
  - オープニングテーマ
3. i sottotitoli della benedizione [0:10]
4. あたたかい気持ちにつつまれて [1:34]
5. Donne, Donne, Donne! [1:34]
6. あたふたコロリン [1:28]
7. さあ、はじめよう! [1:40]
8. ほのぼのエルタリア [1:46]
9. トルティア姉妹 [1:17]
10. あげてsentimento [1:20]
11. 夢のpreparation（TV size） [1:32]
歌：トルティアカンパニー[メンバー 1]
作詞：ハラユカ。・畑亜貴、作曲・編曲：高田暁
  - 第8話オープニングテーマ
12. 神秘なる光 [1:14]
13. レスター、あぶない! [2:13]
14. 危険なクエスト [2:07]
15. Oasisのひととき [1:30]
16. アニエスの大道芸 [1:27]
17. la campanella prossima [0:19]
18. 神殿騎士の訓練 [2:06]
19. エールの流れ [1:52]
20. サルサの不安 [1:17]
21. モンテッキアの力 [2:06]
22. Buon Lavoro! [1:30]
23. シェリーのいたずら [1:35]
24. いい予感のする方へ [1:30]
25. 喜ぶ顔が見たいから [1:37]
26. la canzoncina della benedizione [0:07]
27. クエストのはじまり [1:30]
28. アバディーンの目的 [1:28]
29. ミリアムのコア [1:57]
30. Per Voi [1:34]
31. AMELIA（TV size） [1:32]
歌：後藤邑子
作詞・作曲：後藤邑子、編曲：田辺トシノ
  - エンディングテーマ
32. 笑顔のクランハウス [1:32]
33. 安心できる場所へ [1:32]
34. 流星群の夜 [2:08]
35. 幸運を解く謎 [1:28]
36. アニエスの寂しさ [1:34]
37. レスターとアバディーン [1:52]
38. いつものミネット [1:54]
39. 魂白珠（アニマペルラ） [1:48]
40. ふたりだけの時間 [1:40]
41. 一緒にいられるだけで [1:27]
42. いちばん大切なもの [1:47]
43. 未来回帰線（TV size） [1:31]
歌：橋本みゆき
作詞：畑亜貴、作曲・編曲：虹音
  - エンディングテーマ

## ラジオCD
- 祝福のカンパネらじお（2009年8月14日）
- TVアニメ「祝福のカンパネラ」〜クランOasisへようこそ!〜*ラジオCD“caramella”（2010年10月6日）

### ユニットメンバー
1. 1 2  サルサ（柚原有里）、リトス（後藤麻衣）、ゴーレム（安元洋貴）